# Фіваїда
23°56′10″ пн. ш. 32°57′15″ сх. д. / 23.936209° пн. ш. 32.954304° сх. д.

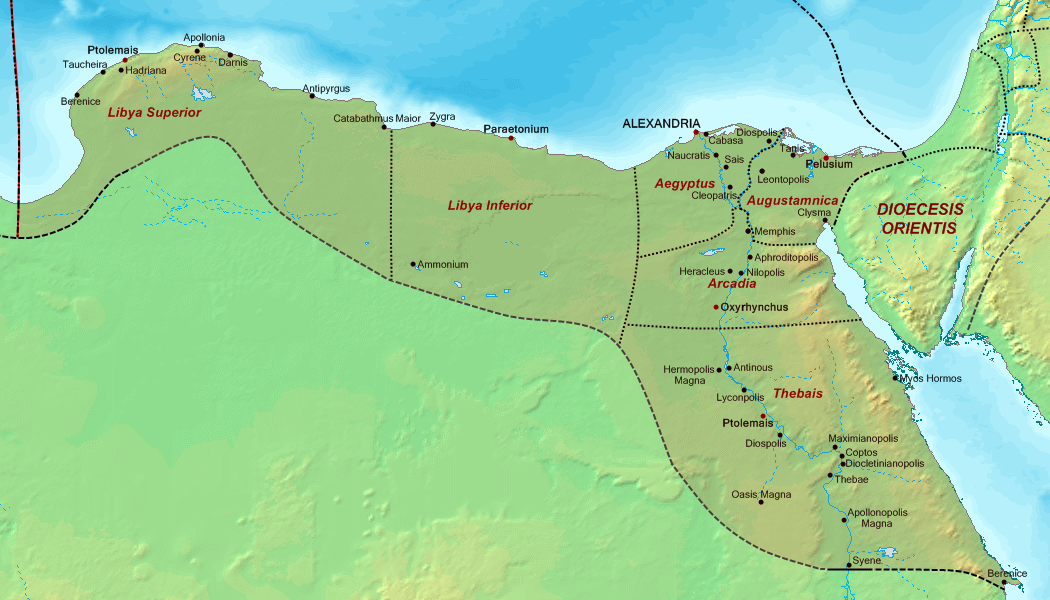
Діоцез Єгипет. Фіваїда розташована на півдні

Фіваїда (грец. Θηβαΐδα Thēbaida, Θηβαΐς Thēbais) — старовинна назва області у Верхньому Єгипті; термін походить від грецької назви столиці діоцезу, міста Фіви. До складу Фіваїди входило тринадцять номів.

## Історія
За часів правління Птолемеїв Фіваїда утворила окремий адміністративний район, центром якого були Фіви. Правителем тієї області був стратег, до обов'язків якого входило спостереження за навігацією у Червоному морі. За володарювання Римської імперії імператор Діоклетіан створив на основі Фіваїди провінцію, яку охороняли два легіони — I Максиміанів та II Надійний Флавіїв. Згодом Фіваїду було поділено на дві провінції — Верхню та Нижню. Назва фігурує у легендах про перших християнських відлюдників.